# День независимости Узбекистана
День независимости Республики Узбекистан (узб. O'zbekiston Respublikasi Mustaqilligi kuni) празднуется в Узбекистане ежегодно 1 сентября в честь провозглашения государственной независимости (от СССР) 31 августа 1991 года.
1 сентября в Узбекистане является официально нерабочим днём. Для некоторых 2 и 3 числа сентября также являются нерабочими днями.

## Провозглашение независимости
В 1991 году августовский путч в столице СССР, Москве, потерпел крах. Благодаря инициативе президента И. А. Каримова 31 августа 1991 года была объявлена независимость Узбекистана.
31 августа 1991 года на внеочередной сессии Верховного Совета Узбекской ССР в Ташкенте было принято постановление «О провозглашении государственной независимости Республики Узбекистан» и закон «Об основах государственной независимости Республики Узбекистан». Постановление также переименовывало Узбекскую ССР в Республику Узбекистан.

## Учреждение праздника
Уже 31 августа 1991 года было установлено, что 1 сентября является Днём независимости Узбекистана. Кроме того, 5 сентября указом президента И. А. Каримова центральная площадь узбекской столицы, ранее носившая имя В. И. Ленина, была переименована в площадь Мустакиллик (Независимости).
3 июля 1992 года вышел государственный закон № 669-XII «О праздничных днях в Республике Узбекистан» устанавливающий даты празднуемых дней, включая День Независимости. На основе закона были приняты поправки в действующий на тот момент Трудовой кодекс.

## История празднований

### 1992
В 1992 году впервые состоялось празднование Дня независимости.
В честь этого события прошла первая спартакиада трудящихся Узбекистана, длившаяся 5 дней и собравшая представителей из всех регионов страны. 31 августа 1992 года в ташкентском кинотеатре «Надира бегим» состоялся показ фильма «Истиклол» («Независимость», режиссёр — Даврон Салимов), повествующий о первом году нового государства и произошедших в нём изменениях. Вслед за этим фильмом по всей республике проводился показ других киноработ об истории и современности узбекского края, его выдающихся литераторах и философах.

### 1993
Начиная с 31 августа 1993 года в Ташкенте состоялась выставка портретов первых послов различных государств, направленных в независимый Узбекистан. В сентябре в Ташкенте начала работу первая в Узбекистане международная библиотека «Мустакиллик» — «Независимость», в фонде которой на тот момент находилось 30 тыс. единиц хранения (20 тыс. книг и 10 тыс. журналов) на английском языке.

### 1994
30 августа 1994 года в обращение были выпущены юбилейные монеты двух типов номиналом 10 сумов, в честь 3-й годовщины независимости.
В 1994 году появился футбольный турнир на Кубок независимости Узбекистана. Турнир проходит на центральном стадионе Ташкента «Пахтакор», его победитель награждается Хрустальным мячом. Спонсорами соревнования в 1994 году выступил ряд нидерландских компаний. Игры стартовали 3 сентября. Их трансляция велась, в том числе, по каналу NBC на Европу и США.

### 1995
30 августа 1995 года был издан Указ Президента И. А. Каримова «О награждении в связи с четвёртой годовщиной независимости Республики Узбекистан», согласно которому ряду узбекистанцев было присвоено звание Героя Узбекистана.
1 сентября 1995 года в ходе торжеств на площади Мустакиллик Ислам Каримов сделал праздничное обращение к участникам праздника и всему народу Узбекистана.

### 1996
В августе 1996 года издательский центр «Узбекистон маркаси» («Марки Узбекистана») совместно с Министерством связи Узбекистана выпустил почтовый блок «Мустакиллик», посвящённый празднику. Марка содержала изображение герба и флага Узбекистана и сопроводительную надпись «1 сентября — День Независимости Республики Узбекистан».
1 сентября Центральный банк Узбекистана вновь выпустил юбилейные монеты в честь 5-й годовщины независимости, на этот раз — номиналом 50 сумов и 100 сумов (оба номинала — в виде двух типов монет).
26 августа Указами Президента в связи с пятилетием независимости были награждены, во-первых, ряд работников науки, культуры, народного образования и других сфер общественной деятельности, во-вторых, ряд государственных служащих, работников производства и сферы обслуживания, в-третьих, ряд сотрудников правоохранительных органов и Министерства обороны Узбекистана.
31 августа традиционные празднества на площади Мустакиллик посетили представители всех субъектов Узбекистана, стран СНГ и дальнего зарубежья, аккредитованных в Ташкенте дипломатов. Ислам Каримов вновь сделал с площади праздничное обращение к участникам и всему народу Узбекистана.

### 1997
В честь шестой годовщины независимости 26 августа 1997 года был опубликован Указ Президента о награждении группы работников науки, культуры, искусства, просвещения и СМИ, 27 августа — указы о награждении ряда государственных служащих, работников производственных отраслей, социальной сферы и о награждении ряда сотрудников правоохранительных органов, министерства обороны и министерства чрезвычайных ситуаций.
30 августа с Днём независимости Узбекистана И. А. Каримова поздравил президент США Б. Клинтон. 3—4 сентября в печати появились поздравления в адрес президента и узбекского народа от Кофи Аннана (генсек ООН), большого количества руководителей стран СНГ, Западной и Восточной Европы, стран Азии, Бразилии. Продолжилась традиция празднования Дня Независимости на центральной площади столицы, откуда президент выступил с поздравительной речью к участникам и всему народу. В нём вновь участвовали представители каждого региона Узбекистана и находящиеся в Ташкенте дипломатические представители.
В Наманганской области были организованы тематические недели «Независимость в нашей судьбе», в ходе которых проходили встречи учёных, юристов, экономистов, общественных деятелей и предпринимателей с трудовыми коллективами и жителями кварталов-махалля.

### 2013
В 2013 году Узбекистан отметил 22-х летие Независимости в Национальном парке Узбекистана имени Алишера Навои, где собрались члены Сената и депутаты Законодательной палаты Олий Мажлиса, члены правительства, Герои Узбекистана, деятели науки и культуры, литературы и искусства, передовики производства, предприниматели, руководители аккредитованных посольств и международных организаций в Узбекистане. На площади прошёл концерт, который начался исполнением государственного гимна, затем под звуки военного оркестра вышли представители Вооруженных Сил. Дальше исполнялись песни и танцы.

### 2015
В 2015 году в честь 24 Дня независимости страны 1 сентября с 11 до 18 вечера на 11 площадках Ташкента были проведены различные праздничные программы и представления под девизом «Тенгсизим, чаманзорим, ягонам — Узбекистоним!» (Неповторимая, единая Родина — Узбекистан). Проведены:
1. Театрализованная композиция «Хакикий фарзандинг, асл узбекман» (Я истинный сын узбекского народа)
2. Выступлениям детских вокальных и танцевальных ансамблей «Элим соглом боласи, Ватаним гул, лоласи» (Здоровое дитя народа — тюльпан цветущей Родины)
3. Показательные выступления спортсменов «Фарзандлари соглом юрт-кудратли булур!» (Страна, где здоровые дети — будет сильной).
4. Театрализованная композиция «Истиклол солномаси» (Достижения независимости)

С праздником поздравят представители творческого-объединения с «Узбектеатр», народные и заслуженные актёры, артисты эстрадного объединения «Узбекнаво», призёры премии «Нихол», конкурса «Ягонасан, мукаддас Ватан!», писатели и поэты, чемпионы и мастера спорта.
Крупные мероприятия по празднованию Дня независимости прошли в:
- Национальном парке Узбекистана имени Алишера Навои;
- Парке Гафура Гуляма;
- Парке Мирзо Улугбека;
- Парке Бабура;
- Парке Фурката;
- Парке «Локомотив»;
- Парке «Куёшча нури»[23].

### 2016
Мероприятия по празднованию дня независимости свёрнуты в связи с тяжёлой болезнью президента Узбекистана Ислама Каримова. Некоторые источники сообщили, что его не было в живых уже 30-го августа 2016 года.

### 2018
В 2018 году исполняется 27 лет с момента отделения республики от СССР, праздник отмечают 1 сентября.
Три непрерывных дня отдыха ожидают узбекистанцев на Курбан хайит за счет переноса выходных дней на ближайшие к праздничному рабочие дни.
- 22 августа — праздничный нерабочий день;
- 23 августа — перенесенный выходной день с субботы 25 августа;
- 25 августа — перенесенный выходной день с воскресенья 26 августа

Продолжительность непрерывного отдыха на День независимости установлена в пять дней.
- 31 августа — дополнительный нерабочий день;
- 1 сентября — праздничный нерабочий день;
- 2 сентября — выходной день по календарю;
- 3 сентября — перенесенный выходной день с субботы 8 сентября;
- 4 сентября — перенесенный выходной день с субботы 15 сентября.

Как сообщалось ранее, установление дополнительных нерабочих дней происходит за счет сокращения трудового отпуска на три дня. При этом сохраняются минимальная продолжительность трудового отпуска в 15 рабочих дней и размер выплат, полагающихся к отпуску.
Праздничный салют в честь 27-летия независимости Узбекистана был проведен 1 сентября 2018 года в период с 21:00 до 21:16.